# Кассиев пурпур
Кассиев пу́рпур — красная минеральная краска. Препарат золота, употребляющийся в стеклянном деле для окрашивания стекла в красный цвет и при живописи по стеклу и фарфору. Назван по имени Андреаса Кассия, врача и стекловара из Гамбурга, жившего в XVII веке.
Кассиев пурпур, введённый в расплавленную стеклянную массу, даёт великолепно окрашенное рубиновое стекло, количество затрачиваемого при этом золота ничтожно.
Приготовляется смешением на холоде раствора хлорного золота с раствором хлористого олова и нашатыря. В зависимости от способа приготовления состав его очень различен и содержит от 18 до 40 % золота и от 50 до 82 % окиси олова. Также эта реакция используется для обнаружения золота.